# قاسم المحمدي
الفريق الركن قاسم محمد صالح المحمدي (1966 - ) عسكري عراقي، وقائد القوات البرية منذ 18 مايو 2020.
ولد في مدينة الفلوجة التابعه لمحافظة الأنبار، شغل مناصب عديدة منذ التحاقه بالجيش العراقي أواخر عام 1982 حيث دخل الكلية العسكرية الأولى وتخرج منها برتبة ملازم عام 1985، وقد اشترك بعدة معارك إبان حرب العراق مع إيران، منها: معركة الفاو عام 1986، ومعركة الحصاد الأكبر عام 1987 والمعارك التي تلتها، التحق بكلية الأركان الدورة 60 وحاز على المرتبة الأولى وأصبح مدرسا في نفس الكلية لمده قاربت السنتين بعدها شغل منصب آمر فوج مغاوير في فرقة المشاة السابعه إلى عام 2003 ومن ثم تدرج بعدها بالمناصب من قائد الفرقة السابعه وقائد عمليات الانبار ومن بعدها قائد عمليات الحزيرة أُصيب مرتين خلال العمليات ضد داعش، أصدر القائد العام للقوات المسلحة مصطفى الكاظمي أمرًا بتعينه قائد القوات البرية العراقية في 2020.